# Richard Eden (acteur)
Richard Eden (Hartsdale, New York, 13 februari 1956) is een Amerikaans acteur, voornamelijk bekend door zijn rol in de televisieserie RoboCop: The Series.
Richard Eden werd geboren in Hartsdale (New York) als zoon van een Engelse vader en een Franse moeder. Hij bracht een deel van zijn jeugd door in Toronto. 
Na zijn theaterstudie speelde hij rollen in St. Elsewhere en de televisiefilm Summer Fantasy.
In 1984 werd hij benaderd door de producers van de soapserie Santa Barbara voor de rol van Brick Wallace. Voor deze rol werd hij in 1987 genomineerd voor een Emmy Award. Niet veel later besloten de schrijvers de rol in te krimpen, waarop Richard de serie verliet.
Na een tijdlang gastrollen in andere series te hebben gespeeld, kreeg Eden in 1994 de titelrol in de televisieserie RoboCop: The Series, gebaseerd op de gelijknamige films. Deze serie was echter geen lang leven beschoren.
Hierna is Richard Eden te zien geweest in diverse televisiefilms, waaronder Crossed Over met Diane Keaton en Callback van regisseur Christopher Glatis.
- Bibliothèque nationale de France: cb141744728 (data)
- International Standard Name Identifier: 0000 0000 0107 6657
- Virtual International Authority File: 284837811